# Os
 Ovo je glavno značenje pojma Os. Za druga značenja pogledajte Os (razdvojba).
Os je zamišljeni pravac prema kojemu neka točka ili tijelo ima određen položaj ili određena matematička, fizička ili neka druga svojstva. Tako na primjer:
- koordinatne osi određuju prostor unutar kojega svaka točka ima strogo definiran položaj (na orimjer Kartezijev ili pravokutni koordinatni sustav);
- os simetrije rotacijski simetričnoga tijela geometrijsko je mjesto središta koncentričnih i međusobno paralelnih kružnica na kojima leže sve točke tijela;
- os rotacije tijela pravac je na kojem točke tijela miruju, dok se sve ostale gibaju po kružnim putanjama sa središtima na tom pravcu (na primjer žiroskop ima 3 osi rotacije);
- optička os pravac je koji povezuje žarišta (fokuse) leća nekog optičkoga sustava (dalekozora, mikroskopa i slično);
- u kristalografiji je optička os smjer u dvolomnom kristalu u kojem su brzine obiju zraka jednake, to jest smjer u kojem nema dvoloma (jednoosni kristal ima jednu takvu os, dvoosni dvije);
- nebeska ili svjetska os poklapa se s osi Zemljine rotacije, proteže se u beskonačnost i probada nebeski svod u njegovim polovima.[1] Nebeska os je zamišljeni pravac identičan sa Zemljinom osi rotacije i probada nebesku sferu u sjevernom i južnom nebeskom polu. U točki sjevernog nebeskog pola se približno nalazi zvijezda Sjevernjača. Oko nebeske osi se prividno okreće nebeska sfera (prividno okretanje nastaje zbog rotacije Zemlje). Sva nebeska tijela prividno se okreću oko nebeske osi.[2]